# Maryse Gaudreault
Pour les articles homonymes, voir Gaudreault.
Maryse Gaudreault née le 6 juillet 1959 à Neufchâtel (Québec), est une femme politique québécoise. 
Lors d'une élection partielle tenue le 12 mai 2008, elle est devenue députée de la circonscription de Hull à l'Assemblée nationale du Québec, et a été réélue aux élections générales de 2008, de 2012, de 2014 et de 2018, toujours sous la bannière du Parti libéral du Québec.  

## Biographie
Née le 6 juillet 1959 à Neufchâtel (Québec), Maryse Gaudreault habite la région de l’Outaouais depuis près de trente ans. Elle est mère de deux jeunes femmes, Kamille et Eva. Elle compte de nombreuses années d'expérience dans le domaine de la philanthropie ainsi que plusieurs années de bénévolat au sein de différents organismes communautaires de sa région. 

### Carrière professionnelle
Maryse Gaudreault obtient en 1977 un diplôme en informatique de l' Institut de data processing de Québec. Elle travaille par la suite pour différents organismes: l'Association canadienne pour l'avancement des femmes et du sport de 1987 à 1993, la Fédération canadienne pour l'alphabétisation en français de 1993 à 1995, et la Fondation du CHSLD de Hull de 1998 à 2000. 

### Carrière politique
Membre de l'Association libérale de Hull depuis 1999, elle est à partir de 2000 conseillère politique et attachée de presse du député de Hull, Roch Cholette, jusqu'à la démission de celui-ci en avril 2008. Elle se porte candidate à sa succession et est élue lors de l'élection partielle tenue le 12 mai 2008.
Elle est nommée ensuite au poste d’adjointe parlementaire à la ministre de la Culture, des Communications et de la Condition féminine. Aux élections générales du 8 décembre 2008, elle est réélue et nommée adjointe parlementaire au ministre des Relations internationales. En 2009, elle est nommée commissaire à la Commission spéciale sur la question de mourir dans la dignité pour ensuite être nommée présidente de cette commission en novembre 2010. À la suite de sa réélection en septembre 2012, elle est nommée au poste de porte-parole de l’Opposition officielle pour la Condition féminine jusqu’en mars 2014, moment où l’Assemblée nationale est dissoute. C’est en avril de la même année qu’elle est réélue pour une quatrième fois consécutive par les citoyens et citoyennes de la circonscription de Hull. 
À partir du 20 mai 2014, elle exerce la fonction de vice-présidente de l’Assemblée nationale grâce à l’appui unanime de l’ensemble des parlementaires qui siègent au Parlement. Fonction qu'elle conservera après sa réélection lors des élections générales québécoises de 2018,.
Maryse Gaudreault est défaite lors des élections du 3 octobre 2022 et met fin à sa carrière politique.

### Vie après la politique
En 2023, Maryse Gaudreault est nommée présidente du conseil d’administration de la Commission de la capitale nationale (CCN), et ce, pour un mandat de quatre ans.

## Résultats électoraux
|                                                                                               | Nom                          | Parti            | Nombre de voix | %      | Maj.  |
| --------------------------------------------------------------------------------------------- | ---------------------------- | ---------------- | -------------- | ------ | ----- |
|                                                                                               | Suzanne Tremblay             | Coalition avenir | 11 060         | 34,6 % | 2 784 |
|                                                                                               | Maryse Gaudreault (sortante) | Libéral          | 8 276          | 25,9 % | -     |
|                                                                                               | Mathieu Perron-Dufour        | Québec solidaire | 6 623          | 20,7 % | -     |
|                                                                                               | Camille Pellerin-Forget      | Parti québécois  | 3 122          | 9,8 %  | -     |
|                                                                                               | Lise Couture                 | Conservateur     | 2 189          | 6,9 %  | -     |
|                                                                                               | Rachid Jemmah                | Vert             | 655            | 2,1 %  | -     |
| Total                                                                                         | Total                        | Total            | 31 925         | 100 %  |       |
| Le taux de participation lors de l'élection était de 57,9 % et 375 bulletins ont été rejetés. |                              |                  |                |        |       |

|                                                                                               | Nom                          | Parti               | Nombre de voix | %      | Maj.  |
| --------------------------------------------------------------------------------------------- | ---------------------------- | ------------------- | -------------- | ------ | ----- |
|                                                                                               | Maryse Gaudreault (sortante) | Libéral             | 10 519         | 33,8 % | 2 281 |
|                                                                                               | Rachel Bourdon               | Coalition avenir    | 8 238          | 26,4 % | -     |
|                                                                                               | Benoit Renaud                | Québec solidaire    | 5 764          | 18,5 % | -     |
|                                                                                               | Marysa Nadeau                | Parti québécois     | 4 238          | 13,6 % | -     |
|                                                                                               | Patricia Pilon               | Vert                | 1 099          | 3,5 %  | -     |
|                                                                                               | Nichola St-Jean              | NPD Québec          | 721            | 2,3 %  | -     |
|                                                                                               | Jean-Philippe Chaussé        | Conservateur        | 454            | 1,5 %  | -     |
|                                                                                               | Marco Jetté                  | Citoyens au pouvoir | 69             | 0,2 %  | -     |
|                                                                                               | Pierre Soublière             | Marxiste-léniniste  | 56             | 0,2 %  | -     |
| Total                                                                                         | Total                        | Total               | 31 158         | 100 %  |       |
| Le taux de participation lors de l'élection était de 57,6 % et 411 bulletins ont été rejetés. |                              |                     |                |        |       |

|                                                                                               | Nom                         | Parti              | Nombre de voix | %      | Maj.   |
| --------------------------------------------------------------------------------------------- | --------------------------- | ------------------ | -------------- | ------ | ------ |
|                                                                                               | Maryse Gaudreault (sortant) | Libéral            | 18 213         | 55,2 % | 11 004 |
|                                                                                               | Gilles Aubé                 | Parti québécois    | 7 209          | 21,8 % | -      |
|                                                                                               | Benoit Renaud               | Québec solidaire   | 3 647          | 11 %   | -      |
|                                                                                               | Jean Bosco Citegetse        | Coalition avenir   | 3 609          | 10,9 % | -      |
|                                                                                               | Eid Harb                    | Option nationale   | 189            | 0,6 %  | -      |
|                                                                                               | Gabriel Girard Bernier      | Marxiste-léniniste | 146            | 0,4 %  | -      |
| Total                                                                                         | Total                       | Total              | 33 013         | 100 %  |        |
| Le taux de participation lors de l'élection était de 63,8 % et 532 bulletins ont été rejetés. |                             |                    |                |        |        |

|                                                                                               | Nom                         | Parti              | Nombre de voix | %      | Maj.  |
| --------------------------------------------------------------------------------------------- | --------------------------- | ------------------ | -------------- | ------ | ----- |
|                                                                                               | Maryse Gaudreault (sortant) | Libéral            | 13 179         | 39,5 % | 2 473 |
|                                                                                               | Gilles Aubé                 | Parti québécois    | 10 706         | 32,1 % | -     |
|                                                                                               | Étienne Boulrice            | Coalition avenir   | 5 323          | 15,9 % | -     |
|                                                                                               | Bill Clennett               | Québec solidaire   | 2 651          | 7,9 %  | -     |
|                                                                                               | Jozyam Ilsa Fontaine        | Vert               | 787            | 2,4 %  | -     |
|                                                                                               | Mikaël St-Louis             | Option nationale   | 288            | 0,9 %  | -     |
|                                                                                               | Marc Fiset                  | Parti nul          | 260            | 0,8 %  | -     |
|                                                                                               | Kamal Maghri                | Union citoyenne    | 119            | 0,4 %  | -     |
|                                                                                               | Gabriel Girard Bernier      | Marxiste-léniniste | 72             | 0,2 %  | -     |
| Total                                                                                         | Total                       | Total              | 33 385         | 100 %  |       |
| Le taux de participation lors de l'élection était de 65,2 % et 322 bulletins ont été rejetés. |                             |                    |                |        |       |

|                                                                                               | Nom                         | Parti                        | Nombre de voix | %      | Maj.  |
| --------------------------------------------------------------------------------------------- | --------------------------- | ---------------------------- | -------------- | ------ | ----- |
|                                                                                               | Maryse Gaudreault (sortant) | Libéral                      | 11 651         | 51,3 % | 4 110 |
|                                                                                               | Gilles Aubé                 | Parti québécois              | 7 541          | 33,2 % | -     |
|                                                                                               | Bill Clennett               | Québec solidaire             | 1 994          | 8,8 %  | -     |
|                                                                                               | Renée Gagné                 | Action démocratique          | 1 309          | 5,8 %  | -     |
|                                                                                               | Jean-Roch Villemaire        | Parti indépendantiste (2008) | 134            | 0,6 %  | -     |
|                                                                                               | Gabriel Girard-Bernier      | Marxiste-léniniste           | 97             | 0,4 %  | -     |
| Total                                                                                         | Total                       | Total                        | 22 726         | 100 %  |       |
| Le taux de participation lors de l'élection était de 47,7 % et 317 bulletins ont été rejetés. |                             |                              |                |        |       |

|                                                                                               | Nom                  | Parti                        | Nombre de voix | %      | Maj.  |
| --------------------------------------------------------------------------------------------- | -------------------- | ---------------------------- | -------------- | ------ | ----- |
|                                                                                               | Maryse Gaudreault    | Libéral                      | 7 403          | 45,2 % | 1 844 |
|                                                                                               | Gilles Aubé          | Parti québécois              | 5 559          | 33,9 % | -     |
|                                                                                               | Bill Clennett        | Québec solidaire             | 1 589          | 9,7 %  | -     |
|                                                                                               | Brian Gibb           | Vert                         | 1 185          | 7,2 %  | -     |
|                                                                                               | Jean-Philip Ruel     | Action démocratique          | 529            | 3,2 %  | -     |
|                                                                                               | Jean-Roch Villemaire | Parti indépendantiste (2008) | 111            | 0,7 %  | -     |
| Total                                                                                         | Total                | Total                        | 16 376         | 100 %  |       |
| Le taux de participation lors de l'élection était de 34,1 % et 128 bulletins ont été rejetés. |                      |                              |                |        |       |